# Die Schlucht der Wölfe
Die Schlucht der Wölfe (Originaltitel: „La boca del lobo“, übersetzt „Der Rachen des Wolfes“) ist ein Filmdrama aus dem Jahr 1988, das sich mit dem Guerillakrieg Anfang der 80er in Peru auseinandersetzt. Regie führte der Peruaner Francisco José Lombardi.

## Handlung
Der Film spielt in der Region Ayacucho in den Jahren 1980 bis 1983. Die maoistische Gruppierung Leuchtender Pfad tötet in der Nähe eines kleinen Dorfes in den Anden den Kommandanten der dort stationierten Einheit der peruanischen Armee. Neuer Kommandant der Einheit wird Oberleutnant Roca, der die Mehrheit der Dorfbewohner für Sympathisanten des Leuchtenden Pfades hält. Sein Vorgehen gegen die Dorfbewohner wird immer skrupelloser und brutaler bis Roca ein Massaker an der Dorfbevölkerung befiehlt. Nur Feldwebel Moncada lehnt sich gegen Roca auf. Am Ende fordert Moncada Roca zum russischen Roulette auf.

## Kritik
Berliner Zeitung vom 25. Juli 1995: Als eine kritische Parabel über die Entstehung von Aggressionen und Gewalt realisierte der peruanische Regisseur Francisco J. Lombardi diese lateinamerikanische Tragödie, nach einer wahren Begebenheit.

## Hintergründe
Die Sozialwissenschaftler Carlos Iván Degregori und Gustavo Gorriti haben bei der Produktion des Films als Kenner des Leuchtenden Pfades mitgewirkt.
In Deutschland wurde der Film das erste Mal am 5. Juli 1992 im ZDF ausgestrahlt. In Anlehnung an das russische Roulette am Ende des Films lautet der österreichische Fernsehtitel des Films „Peruanisches Roulette“. Der englischsprachige Titel des Films lautet „The lion’s den“ („Die Höhle des Löwen“).